# Coolies à Saïgon
Coolies à Saïgon è un cortometraggio del 1897 diretto da Constant Girel.

## Trama
Due colonne di lavoratori tirano un rullo per spianare la strada.

## Restauro
- French Film Archives (AFF) del National Center for Cinematography (CNC) (2005)[1]